# 金泰浩
金泰浩（： Gim Tae Ho，1975年5月4日—），是韓國綜藝節目的著名導演。代表作為韓國國民綜藝：MBC《無限挑戰》。

## 經歷
金泰浩出生在韓國忠清南道保寧市，15歲時搬到公州市居住及就讀公州大學師範學院附屬高中，於高麗大學新聞系畢業。
2002年，通過MBC綜藝節目製作人公開招聘進入MBC。曾在《Nonstop4》、《Comedy House》、《日晚》中擔任助理導演。
2005年，擔任《無謀挑戰》助理導演，2005年10月29日開始接手擔任導演並改版為《無理挑戰》及《無限挑戰～Quiz的達人～》至《無限挑戰》2018年3月31日終映，打造長達13年的國民綜藝節目，成為韓國王牌製作人之一。
2021年9月7日，宣佈於2021年底離開工作20年的MBC及他負責的招牌綜藝節目《玩什麼好呢》，並成立自己的製作公司，從2022年開始製作各式綜藝節目，於不同平台播映。

## 作品列表

### 綜藝節目
- 《Nonstop4（朝鲜语：논스톱 4）》（助理導演）
- 《星期六－無謀挑戰》（助理導演）
- 《日晚－想像遠征隊》
- 《日晚－Live Cooking Show! Mr.料理王》
- 《日晚－Food Sports Mr.料理王》
- 《強力推薦星期六－無限挑戰～Quiz的達人～》
- 《無限挑戰》
- 《眾籌》
- 《玩什麼好呢》
- 《吃貨與阿毛的逍遙遊》
- 《首爾Check in》
- 《加拿大Check in》
- 《大富翁世界旅行》
- 《DANCE歌手流浪團》
- 《大富翁世界旅行2》
- 《我的名字是加百列》

## 獲獎
- 2006年：MBC演藝大賞－網民評選最佳節目獎《無限挑戰》
- 2007年：MBC節目製作獎－功勞獎、綜藝部門優秀節目獎、最優秀節目獎《無限挑戰》
- 2007年：MBC演藝大賞－觀眾評選最佳節目獎《無限挑戰》
- 2008年：第20屆韓國PD大獎－電視綜藝部門作品獎《無限挑戰》
- 2008年：第44屆百想藝術大賞－娛樂節目作品賞《無限挑戰》
- 2008年：MBC演藝大賞－PD評選最佳節目獎《無限挑戰》
- 2009年：第36屆韓國放送大獎－演藝娛樂部門節目獎、電視演出獎
- 2009年：MBC演藝大賞－觀眾評選最佳節目獎《無限挑戰》
- 2010年：第22屆韓國PD大獎－電視綜藝部門作品獎（與無限挑戰製作者共同獲獎）
- 2010年：首爾國際觀光大獎－最優秀國內娛樂人
- 2010年：第11屆韓國國會大獎－年度電視節目《無限挑戰》
- 2011年：韓國Contents Award－導演部門 國務總理表彰最優秀獎
- 2012年：第45屆休士頓國際影視展－綜藝部門銀獎《無限挑戰》
- 2013年：MBC演藝大賞－觀眾票選最高人氣節目獎《無限挑戰》
- 2014年：第22屆消費者票選最佳廣告賞－網路部門優良廣告獎《無限挑戰》－杜絕非法下載廣告
- 2014年：第1屆幸福分享人頒獎典禮－幸福分享人獎 團體部門《無限挑戰》
- 2014年：MBC演藝大賞－觀眾票選最佳節目獎《無限挑戰》
- 2015年：第27屆韓國PD大賞－TV綜藝部門作品賞《無限挑戰》
- 2015年：第42屆韓國放送大獎－大賞《無限挑戰》
- 2015年：第18屆國際特赦組織言論獎－特別獎《無限挑戰》：送貨的無挑「端島的秘密」
- 2015年：MBC演藝大賞－年度綜藝節目賞《無限挑戰》
- 2016年：MBC演藝大賞－觀眾票選最佳節目獎《無限挑戰》
- 2017年：第44屆韓國放送大賞－最佳綜藝節目《無限挑戰》
- 2020年：第32屆韓國PD大獎－電視綜藝部門作品獎《玩什麼好呢》
- 2020年：第47屆韓國放送大賞－最佳製作人
- 2020年：MBC演藝大賞－年度最佳綜藝節目獎《玩什麼好呢》
- 2021年：第57屆百想藝術大賞－電視部門綜藝作品賞《玩什麼好呢》
- 2021年：第48屆韓國放送大獎－演藝娛樂部門作品賞《玩什麼好呢》
- 2021年：MBC演藝大賞－年度綜藝節目獎《玩什麼好呢》
- 2021年：第12屆韓國大眾文化藝術獎－總統表彰

## 外部連結
- 金泰浩的X（前Twitter）